# Đorđe Denić
Đorđe Denić (in serbo Ђорђе Денић?; Belgrado, 1º aprile 1996) è un calciatore serbo, centrocampista del Pendikspor.

## Carriera

### Club
Dopo aver giocato nelle giovanili del Partizan, Denić è entrato in quelle del Rad Belgrado. L'esordio in SuperLiga è arrivato il 1º settembre 2013, subentrando ad Andrija Luković nella sconfitta per 3-1 patita sul campo del Partizan.
Nella prima parte della stagione 2015-2016, Denić è passato allo Žarkovo Belgrado con la formula del prestito. Tornato alla base, il 13 dicembre 2015 ha trovato il primo gol nella massima divisione serba, nel 2-2 casalingo contro il Partizan.
Il 13 agosto 2018, i norvegesi del Rosenborg hanno comunicato l'ingaggio di Denić, che si è legato al club con un contratto valido fino al 31 dicembre 2021.

### Nazionale
Denić ha rappresentato la Serbia a livello Under-16, Under-17, Under-20 e Under-21.

## Statistiche

### Presenze e reti nei club
Statistiche aggiornate al 13 agosto 2018.
| Stagione            | Club                | Campionato          | Campionato | Campionato | Coppe nazionali | Coppe nazionali | Coppe nazionali | Coppe continentali | Coppe continentali | Coppe continentali | Supercoppe | Supercoppe | Supercoppe | Totale | Totale |
| Stagione            | Club                | Comp                | Pres       | Reti       | Comp            | Pres            | Reti            | Comp               | Pres               | Reti               | Comp       | Pres       | Reti       | Pres   | Reti   |
| ------------------- | ------------------- | ------------------- | ---------- | ---------- | --------------- | --------------- | --------------- | ------------------ | ------------------ | ------------------ | ---------- | ---------- | ---------- | ------ | ------ |
| 2013-2014           | Rad Belgrado        | SL                  | 1          | 0          | CS              | ?               | ?               | -                  | -                  | -                  | -          | -          | -          | 1+     | 0+     |
| 2014-2015           | Rad Belgrado        | SL                  | 8          | 0          | CS              | ?               | ?               | -                  | -                  | -                  | -          | -          | -          | 8+     | 0+     |
| lug.-set. 2015      | Žarkovo Belgrado    | PL                  | 9          | 5          | CS              | ?               | ?               | -                  | -                  | -                  | -          | -          | -          | 9+     | 5+     |
| set. 2015-2016      | Rad Belgrado        | SL                  | 24         | 1          | CS              | 1               | 0               | -                  | -                  | -                  | -          | -          | -          | 25     | 1      |
| 2016-2017           | Rad Belgrado        | SL                  | 19         | 2          | CS              | 2               | 0               | -                  | -                  | -                  | -          | -          | -          | 21     | 2      |
| 2017-2018           | Rad Belgrado        | SL                  | 33         | 5          | CS              | 1               | 0               | -                  | -                  | -                  | -          | -          | -          | 34     | 5      |
| ago. 2018           | Rad Belgrado        | SL                  | 1          | 0          | CS              | 0               | 0               | -                  | -                  | -                  | -          | -          | -          | 1      | 0      |
| Totale Rad Belgrado | Totale Rad Belgrado | Totale Rad Belgrado | 86         | 9          |                 | 4+              | 0+              |                    | -                  | -                  |            | -          | -          | 90+    | 9+     |
| ago.-dic. 2018      | Rosenborg           | ES                  | 0          | 0          | CN              | 0               | 0               | UEL                | 0                  | 0                  | SN         | -          | -          | 0      | 0      |
| Totale              | Totale              | Totale              | 95+        | 14+        |                 | 4+              | 0+              |                    | 0                  | 0                  |            | -          | -          | 99+    | 14+    |

## Palmarès

### Club

#### Competizioni nazionali
- Coppa di Norvegia: 1

Rosenborg: 2018
- Campionato norvegese: 1

Rosenborg: 2018